# 428 (tal)
428 är det naturliga heltal som följer 427 och följs av 429.

## Matematiska egenskaper
- 428 är ett polygontal[1].
- 428 är ett jämnt tal.
- 428 är ett heptadekagontal.

## Inom vetenskapen
- 428 Monachia, en asteroid.